# Saifallah Mahjoubi
Pour les articles homonymes, voir Mahjoubi.
Saifallah Mahjoubi, né le 29 septembre 1982, est un footballeur tunisien.

## Clubs
- avant juillet 2005 : Olympique de Béja
- juillet 2005-juillet 2009 : Espérance sportive de Tunis
- juillet 2009-juillet 2011 : Jeunesse sportive kairouanaise
- juillet 2011-juillet 2012 : Étoile sportive de Béni Khalled
- juillet 2012-janvier 2013 : Club sportif de Hammam Lif
- janvier-juillet 2013 : El Gawafel sportives de Gafsa
- juillet 2013-août 2014 : Olympique de Béja
- août 2014-août 2015 : Avenir sportif de Kasserine
- depuis août 2015 : Jendouba Sports

## Palmarès
- Vainqueur du championnat de Tunisie : 2006, 2009
- Vainqueur de la coupe de Tunisie : 2006, 2007, 2008
- Vainqueur de la coupe nord-africaine des vainqueurs de coupe : 2009